# スキャッターズファン
スキャッターズファン (SCATTERS FAN) は、シグマ社から発売されたメダルゲーム。

## 基本ルール
9つのリールのうち同じ絵柄が3つまたは4つ以上出現すると当たりとなる。他の多くのスロットマシンとは違い、ライン配当は存在しない。また、すべての絵柄がJ、Q、Kのいずれかの混合であると、ベット額の100倍を獲得できる。

## ダブルダウン
メインゲームで配当が発生すると挑戦できる。ディーラーより強い絵柄を引くと勝ちとなり、配当が2倍となる。

## デラックス版
通常版は何連続で当たっても配当が変動しないが、メインゲームで当たりにくくなっている代わりに連続で当たると配当の倍率が増加し、最高100倍になる「デラックス版」もある。